# أوتو بيكر
أوتو بيكر (بالألمانية: Otto Becker)‏ هو لاعب فروسية استعراضية ‏ ألماني، ولد في 3 ديسمبر 1958 في دويسبورغ في ألمانيا.

## وصلات خارجية
- أوتو بيكر على موقع أوليمبيديا (الإنجليزية)